# Джалаула
Джалаула (араб. جلولاء‎) — город на востоке Ирака, расположенный на территории мухафазы Дияла.

## Географическое положение
Город находится в северо-восточной части мухафазы, на левом берегу реки Дияла, на высоте 150 метров над уровнем моря.

Джалаула расположена на расстоянии приблизительно 73 километров к северо-востоку от Баакубы, административного центра провинции и на расстоянии 114 километров к северо-востоку от Багдада, столицы страны.

## Население
По данным последней официальной переписи 1965 года, население составляло 12 279 человек.
Динамика численности населения города по годам:
| 1965   | 2012   |
| ------ | ------ |
| 12 279 | 23 388 |